# Кирквуд (Мисури)
Кирквуд (енгл. Kirkwood) град је у америчкој савезној држави Мисури.

## Демографија
По попису из 2010. године број становника је 27.540, што је 216 (0,8%) становника више него 2000. године.
| Група             | 2000.          | 2010.          |
| Белци             | 24.603 (90,0%) | 24.280 (88,2%) |
| Афроамериканци    | 1.932 (7,1%)   | 1.927 (7,0%)   |
| Азијати           | 222 (0,8%)     | 394 (1,4%)     |
| Хиспаноамериканци | 298 (1,1%)     | 507 (1,8%)     |
| Укупно            | 27.324         | 27.540         |